# Zvěrkovice

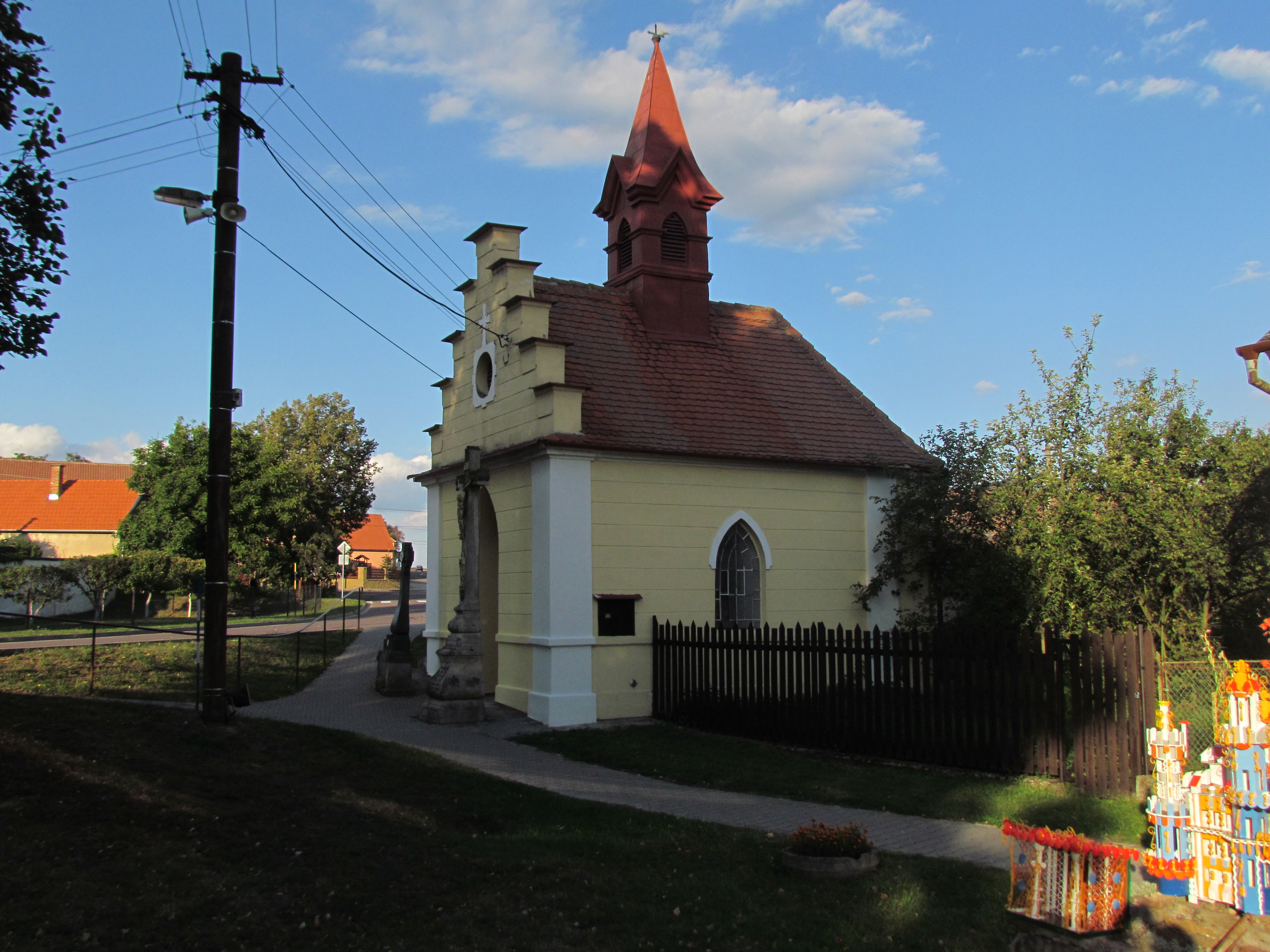
Kapelle des hl. Schutzengel

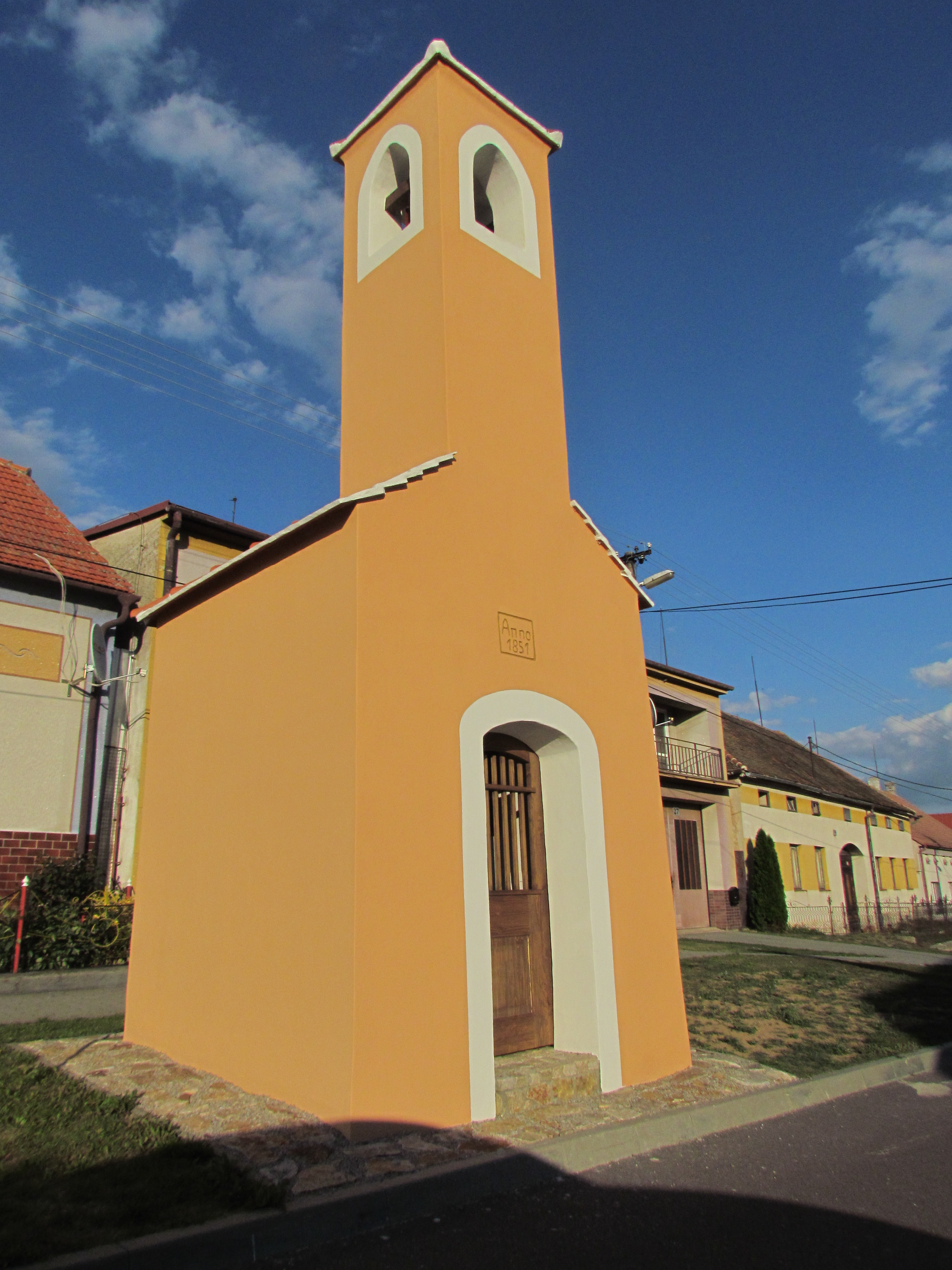
Glockenturm

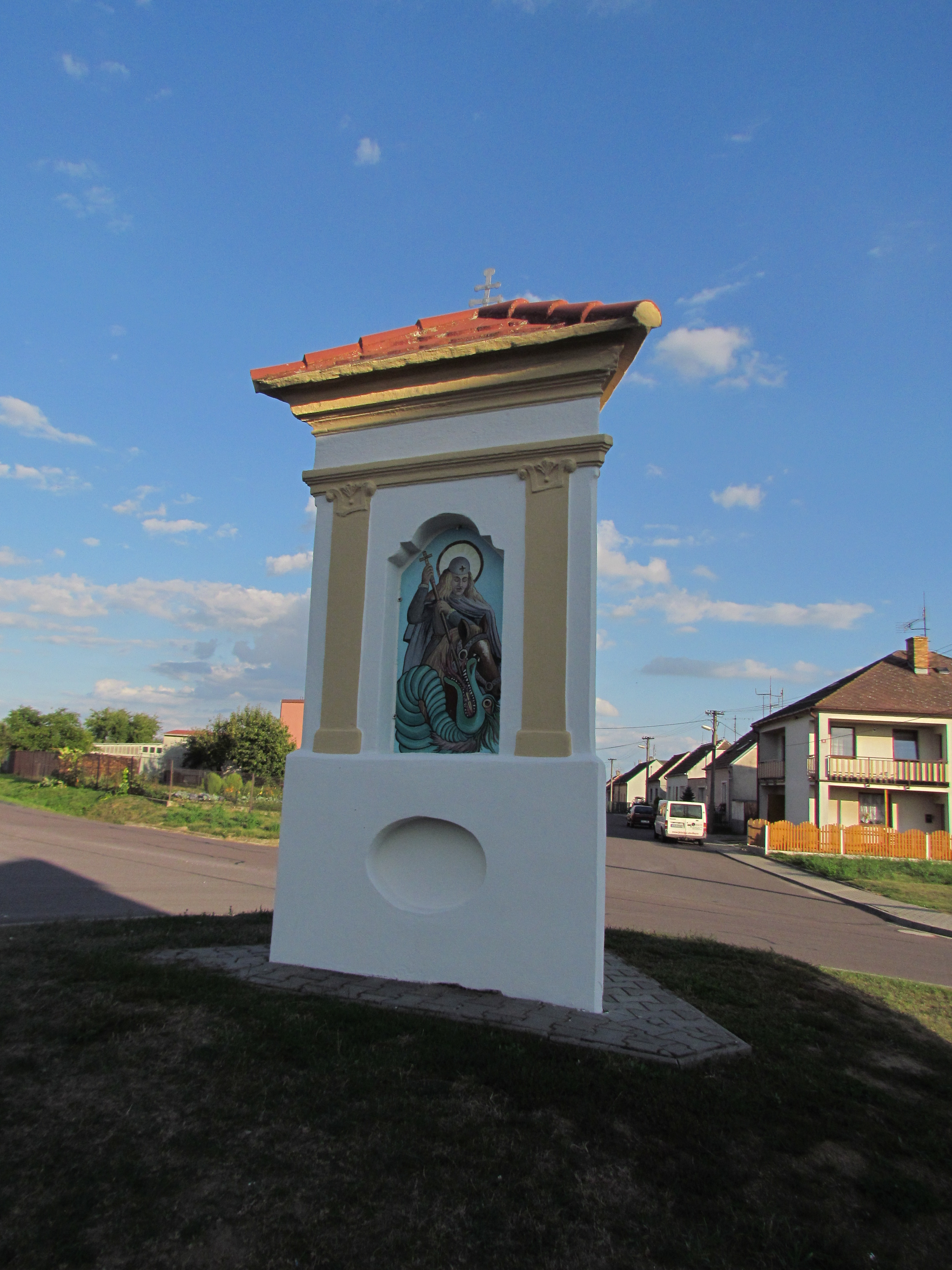
Bildstock der hl. Dreifaltigkeit

Zvěrkovice (deutsch Zerkowitz, älter auch Swirkowitz, Zdiarkowitz, Tscherkowitz) ist eine Gemeinde in Tschechien. Sie liegt fünf Kilometer südöstlich von Moravské Budějovice und gehört zum Okres Třebíč.

## Geographie
Zvěrkovice befindet sich linksseitig über dem Tal des Baches Lažínský potok in der Jevišovická pahorkatina (Jaispitzer Hügelland). Gegen Norden und Osten liegt das Tal der Nedveka, südöstlich der Teich Polepšil. Nordöstlich erhebt sich die Daleká (423 m n.m.). Anderthalb Kilometer westlich verläuft die Staatsstraße I/38 (E 59) zwischen Znojmo und Jihlava.
Nachbarorte sind Lukov, Bohušice, Blatnice und Dvorek im Norden, Ohrazenice im Nordosten, Kyničky, Rozkoš und Hostim im Osten, Červený Mlýn, Jiřice u Moravských Budějovic und Prokopov im Südosten, Blanné, Grešlové Mýto und Ctidružice im Süden, Blížkovice und Častohostice im Südwesten, Vesce im Westen sowie Lažínky im Nordwesten.

## Geschichte
Die erste schriftliche Erwähnung von Zvěrkovice erfolgte im Jahre 1349. Nach dem Aussterben der Lichtenburger wurde das Dorf 1563 als Teil der Herrschaft Hostim an den mährischen Obersthofrichter Wenzel Hodický von Hoditz verkauft. Dieser tauschte die Herrschaft ein Jahr später bei Jiří Valecký von Mírov gegen Mißlitz ein. Valecký bewirtschaftete die Herrschaft wenig erfolgreich, und es begann ihr Ausverkauf. Den verbliebenen Rest vermachte er 1590 seiner Frau Kateřina Zelená von Říčany als Witwenteil, die den Besitz 1591 in ihre zweite Ehe mit Ladislaus von Schleinitz einbrachte.
Im Jahre 1630 erwarb Georg/Jíří Březnický von Náchod die Herrschaft Hostim. Im Hufenregister (Lánský rejstřík) sind für Zvěrkovice 26 Anwesen aufgeführt, von denen neun infolge des Dreißigjährigen Krieges wüst lagen. 1665 verkaufte Georgs Witwe Marie Renate geborene Breuner, das Schloss Hostim, mit der Pfarrei und dem Hopfengarten sowie dem Dorf Zvěrkovice mit einem Freihof an den Marschall Jean-Louis Raduit de Souches auf Jaispitz. 1682 erbte dessen Sohn Karl Ludwig, der auch Vormund für seinen schwachsinnigen älteren Bruder Johann Ludwig war, die Herrschaft. Nachdem Karl Ludwig de Souches 1690 plötzlich verstorben war, erbte sein minderjähriger Sohn Karl Joseph den Besitz. 1720 verkaufte dieser die von seinen Vormündern verschuldete Herrschaft Hösting mit dem Freigut Boskowstein, den Dörfern Zvěrkovice, Rozkoš, Jiřice, Grešlové Mýto und zwei Schlössern, fünf Meierhöfen für 136.000 Rheinische Gulden an den kaiserlichen Mundschenk und Hofkämmerer Konstantin Josef Graf von Gatterburg. Dieser überschrieb die Herrschaft 1732 seinem jüngsten Sohn Konstantin Joachim. 1776 erbte Konstantin Joachims Neffe Prokop von Gatterburg die prosperierende Herrschaft und verpachtete sie zunächst an den Freiherrn von Wetzlar. 1788 kaufte Anton Graf Meraviglia die Herrschaft Hösting mit den zugehörigen Dörfern Blann, Boskowstein, Gröschlmaut, Giržitz, Prokopsdorf, Roskosch und Zerkowitz. Im Jahre 1797 überschrieb er die Herrschaft seiner Frau Eleonore, geborene von Abensperg und Traun. 1827 erbte ein Vetter, Anton Graf Meraviglia, die Herrschaft. Die Bewohner lebten von der Landwirtschaft. Pfarrort war Hösting. Bis zur Mitte des 19. Jahrhunderts blieb Zerkowitz der Herrschaft Hösting untertänig.
Nach der Aufhebung der Patrimonialherrschaften bildete Žerkovice / Zerkowitz ab 1849 eine Gemeinde im Gerichtsbezirk Mährisch Budwitz. Den herrschaftlichen Großgrundbesitz erwarb 1858 Karl Fürst von und zu Liechtenstein von der Familie Meraviglia. 1868 wurde Žerkovice Teil des Bezirkes Znaim. 1880 lebten in den 45 Häusern des Dorfes 297 tschechischsprachige Einwohner. Zu dieser Zeit wurde der Ortsname Zerkovice verwendet. Im Jahre 1896 wurde die Gemeinde dem neugebildeten Bezirk Mährisch Budwitz zugeordnet. Nach dem Tode Rudolfs von und zu Liechtenstein wurde der Großgrundbesitz 1908 an Ferdinand Graf Trauttmansdorff verkauft. Beim Zensus von 1921 bestand Zerkovice aus 49 Häusern und hatte 313 Einwohner. Der heutige Ortsname Zvěrkovice wird seit 1924 verwendet. Im Jahre 1950 lebten in den 58 Häusern der Gemeinde 258 Personen. Nach der Auflösung des Okres Moravské Budějovice kam die Gemeinde 1960 zum Okres Třebíč. In der zweiten Hälfte des 20. Jahrhunderts wurden in Zvěrkovice 20 Einfamilienhäuser und ein Wohnhaus mit sieben Wohnungen gebaut. Zwischen 1980 und 1991 war Zvěrkovice nach Moravské Budějovice eingemeindet. Bei der Volkszählung vom 1. März 2001 lebten in der Gemeinde 222 Personen; von den 78 Häusern waren 59 dauerhaft bewohnt. Seit 2010 führt Zvěrkovice ein Wappen und Banner.

## Sehenswürdigkeiten
- Kapelle des hl. Schutzengel, auf dem Dorfplatz, erbaut 1902
- Glockenturm, auf dem Dorfplatz, errichtet 1854. Er wurde 1990 instand gesetzt.
- Bildstock der hl. Dreifaltigkeit
- Nischenkapelle des hl. Isidor
- Nischenkapelle der hl. Anna
- Nischenkapelle der hll. Kyrill und Method aus dem Jahre 1863
- Zwei Wegekreuze
- Gefallenendenkmal, enthüllt 1928